# Handball-Bereichsklasse Ostmark 1940/41
Die Bereichsklasse Ostmark 1941/41 war die dritte Saison der österreichischen Handballer in der deutschen Feldhandball-Meisterschaft nach dem Anschluss Österreichs an das deutsche Reich.
Der Wiener AC (WAC) gewann die Bereichsklasse in zwei Finalspielen gegen den ADTV Graz und spielte um die Deutsche Feldhandball-Meisterschaft 1940/41.

## Bereichsstaffel Nord

### Tabelle
| Pl.                            |  | Verein              | Sp. | S  | U | N  | Tore      | Diff. | Punkte  |
| ------------------------------ |  | ------------------- | --- | -- | - | -- | --------- | ----- | ------- |
| 1.                             |  | Polizei SV Wien     | 14  | 13 | 0 | 1  | 0169:1020 | +67   | 026:20  |
| 2.                             |  | Wiener AC           | 14  | 12 | 0 | 2  | 0213:820  | +131  | 024:40  |
| 3.                             |  | Wiener Sport-Club   | 14  | 11 | 0 | 3  | 0152:900  | +62   | 022:60  |
| 4.                             |  | SV Straßenbahn Wien | 14  | 5  | 1 | 8  | 095:1570  | −62   | 011:170 |
| 5.                             |  | SG Reichsbahn Wien  | 13  | 4  | 0 | 9  | 0110:1480 | −38   | 08:180  |
| 6.                             |  | Post SV Wien        | 14  | 3  | 1 | 10 | 0126:1550 | −29   | 07:210  |
| 7.                             |  | SpVgg Donau Wien    | 13  | 2  | 2 | 9  | 088:1390  | −51   | 06:200  |
| 8.                             |  | ASC Liesing Wien    | 12  | 2  | 0 | 10 | 074:1540  | −80   | 04:200  |
| Quelle: , Stand: 8. April 1940 |  |                     |     |    |   |    |           |       |         |

### Spiele
| Sonntag, 23. März 1941 | Wiener AC                                                 | 6 : 2   | Wiener Sport-Club | Wien |
| Sonntag, 23. März 1941 | Perwein (2) Leu, Dr. Klimand, Schmeißer & Weinauer (je 1) | (3 : 2) | Maharing (2)      | Wien |
| Sonntag, 23. März 1941 | [ 2 ]                                                     |         |                   | Wien |

| Sonntag, 30. März 1941 11:00 Uhr | Wiener Sport-Club | 11 : 9 | SpVgg Donau Wien | Wiener Sport-Club-Platz, Wien |
| Sonntag, 30. März 1941 11:00 Uhr | (6 : 6)           |        |                  | Wiener Sport-Club-Platz, Wien |
| Sonntag, 30. März 1941 11:00 Uhr | [ 5 ]             |        |                  | Wiener Sport-Club-Platz, Wien |

| Sonntag, 30. März 1941 15:30 Uhr | Wiener AC                                                     | 9 : 11  | Polizei SV Wien                                | WAC-Platz, Wien |
| Sonntag, 30. März 1941 15:30 Uhr | Schmeißer (4) Dr. Kliemand (2) Leu, Perwein & Weinauer (je 1) | (6 : 7) | Forster (5) Swoboda (4) Seebron & Trnko (je 1) | WAC-Platz, Wien |
| Sonntag, 30. März 1941 15:30 Uhr | [ 5 ]                                                         |         |                                                | WAC-Platz, Wien |

| Donnerstag, 3. April 1941 17:30 Uhr | Polizei SV Wien | 11 : 9 | Wiener Sport-Club | Feuerwehrplatz, Wien |
| Donnerstag, 3. April 1941 17:30 Uhr |                 |        |                   | Feuerwehrplatz, Wien |
| Donnerstag, 3. April 1941 17:30 Uhr | [ 7 ]           |        |                   | Feuerwehrplatz, Wien |

|                                                                   | SG Reichsbahn Wien | 13 : 12                                                         | Post SV Wien | Wien |
| Pflanzmann (7) Ulbrich & Heinisch (je 2) Zöhrer & Pitschka (je 1) | (7 : 5)            | Kiefler (4) Fanicek & Kretschmann (je 3) Trojan & Reppel (je 1) |              | Wien |
|                                                                   | [ 5 ]              |                                                                 |              | Wien |

| Sonntag, 6. April 1941 10:00 Uhr | Post SV Wien | 3 : 5   | SV Straßenbahn Wien | Post-Platz, Wien Schiedsrichter: Graf |
| Sonntag, 6. April 1941 10:00 Uhr |              | (2 : 3) | Kraft (5)           | Post-Platz, Wien Schiedsrichter: Graf |
| Sonntag, 6. April 1941 10:00 Uhr | [ 1 ]        |         |                     | Post-Platz, Wien Schiedsrichter: Graf |

| Sonntag, 6. April 1941 10:30 Uhr | SpVgg Donau Wien        | 3 : 15 | SG Reichsbahn Wien                                         | Donau-Platz, Wien Schiedsrichter: Putschegl |
| Sonntag, 6. April 1941 10:30 Uhr | Schubert (2) Dostal (1) |        | Ulbrich (6) Landsmann & Pieka (je 3) Hainisch (2) Frei (1) | Donau-Platz, Wien Schiedsrichter: Putschegl |
| Sonntag, 6. April 1941 10:30 Uhr | [ 1 ]                   |        |                                                            | Donau-Platz, Wien Schiedsrichter: Putschegl |

| Sonntag, 20. April 1941 10:45 Uhr | SpVgg Donau Wien | Liesing nicht erschienen | ASC Liesing Wien | Donau-Platz, Wien |
| Sonntag, 20. April 1941 10:45 Uhr |                  |                          |                  | Donau-Platz, Wien |
| Sonntag, 20. April 1941 10:45 Uhr | [ 10 ]           |                          |                  | Donau-Platz, Wien |

## Bereichsstaffel Süd
1. Grazer AK
2. KSK Leoben[11]

Weitere Mannschaften nicht bekannt.

## Endspiel
Im März 1941 wurde entschieden, dass es nur ein Endspiel geben wird. In den vorherigen Jahren waren es jeweils zwei.
| Sonntag, 6. April 1941 | Grazer AK | 10 : 10 | Polizei SV Wien | Graz |
| Sonntag, 6. April 1941 | (5 : 5)   |         |                 | Graz |
| Sonntag, 6. April 1941 | [ 1 ]     |         |                 | Graz |

Aufgrund der zu späten Anspielzeit, welche der Grazer AK angesetzt hatte, war eine Nachspielzeit nicht möglich. Daher hatte der Bereichsfachwart die Polizei SV Wien als Sieger erklärt.
Der Grazer AK legte auf diesen Entscheid beim Reichsfachamt einen Einspruch ein und bekam recht. Das Reichsfachamt entschied, dass der Sieger mit dem Los entschieden werden müsse. Dies wurde in Berlin ausgelost und der Sieger hieß Grazer AK.